# Kenneth Erskine
Kenneth Erskine (ur. 1 lipca 1963 w Londynie) – brytyjski seryjny morderca zwany Dusicielem ze Stockwell. W 1986 roku zgwałcił i zamordował w Londynie siedem starszych osób.
Erskine był bezdomnym alkoholikiem. Morderstw dokonał w północnych i południowych dzielnicach Londynu. Włamywał się do mieszkań, w których wiedział, że będą przebywać starsze osoby, następnie gwałcił je (w tym mężczyzn) i dusił. Wychodząc, zabierał ze sobą wartościowe przedmioty (np. biżuterię).
Za siedem morderstw, Erskine został skazany na karę dożywocia. O zwolnienie warunkowe będzie się mógł ubiegać najwcześniej w 2028 roku, gdy będzie miał 65 lat. Do dziś, podejrzewa się, że Erskine jest winnym czterech innych morderstw dokonanych na staruszkach na początku lat 80. w Londynie. W 2008 roku u Erskine stwierdzono chorobę psychiczną, przez co został umieszczony w szpitalu pod specjalnym nadzorem Broadmoor Hospital w Crowthorne.

## Ofiary Erskine
| Lp. | Ofiara            | Wiek | Data            |
| --- | ----------------- | ---- | --------------- |
| 1.  | Eileen Emms       | 78   | 9 kwietnia 1986 |
| 2.  | Janet Cockett     | 67   | 9 czerwca 1986  |
| 3.  | Valentine Gleim   | 84   | 28 czerwca 1986 |
| 4.  | Zbigniew Strabawa | 94   | 28 czerwca 1986 |
| 5.  | William Carmen    | 84   | 8 lipca 1986    |
| 6.  | William Downes    | 74   | 21 lipca 1986   |
| 7.  | Florence Tisdall  | 83   | 23 lipca 1986   |